# Norberto Boggio
Norberto Boggio (Carreras, 11 de agosto de 1931 - Venado Tuerto, 20 de dezembro de 2021) foi um futebolista argentino que competiu na Copa do Mundo FIFA de 1958.